# Interpolatie (literatuur)
Interpolatie (d.i. "inlassing") is een term uit de tekstkritiek van (meestal) klassieke teksten. 
Hij wordt gebruikt voor een min of meer opzichzelfstaande, afgeronde passage (d.i. enkele woorden of hele zinnen) in het handschrift van een literair werk, die door een andere persoon dan de oorspronkelijke auteur wordt ingevoegd, zonder diens medeweten en/of goedvinden. 
Als dusdanig worden interpolaties door de tekstcriticus dan ook beschouwd als tekstbederf, omdat zij de visie op het oorspronkelijke literaire kunstwerk hinderen of vervalsen.
De Comma Johanneum wordt doorgaans beschouwd als interpolatie, evenals 1 Korinthe 14:34-35. 